# Federação Cearense de Basketball
A Associação Desportiva Cearense (ADC) foi uma entidade brasileira fundada em 23 de março de 1920  por Bangu Foot-Ball Club, Ceará Sporting Club, Fortaleza Sporting Club e Guarany Atlético Club constituídas  pela sociedade para realização de campeonato anuais de Foot-ball e Atletismo. e com o passar do tempo realizando campeonatos de Basketball e Volleyball. em 1929 a Associação Desportiva Cearense realiza o primeiro torneio inicio e o Campeonato Cearense de Basket-ball com as equipes do Ceará, Fortaleza, Guarany e Maguary.  
Em 1938 surge para difusão e controle do Basquete local a Associação Cearense de Basket-ball (atual Federação Cearense de Basketball) para se filiar a Federação Brasileira de Basket-ball para a disputa dos Campeonato Nacional de 1939.  (atual Federação Cearense de Basketball)sendo o primeiro esporte a ter um federação especifica local  "desmembrando" da ADC que geria os desportos locais sob a presidência de Francisco das Chagas Nogueira Caminha.

## Membros Fundadores

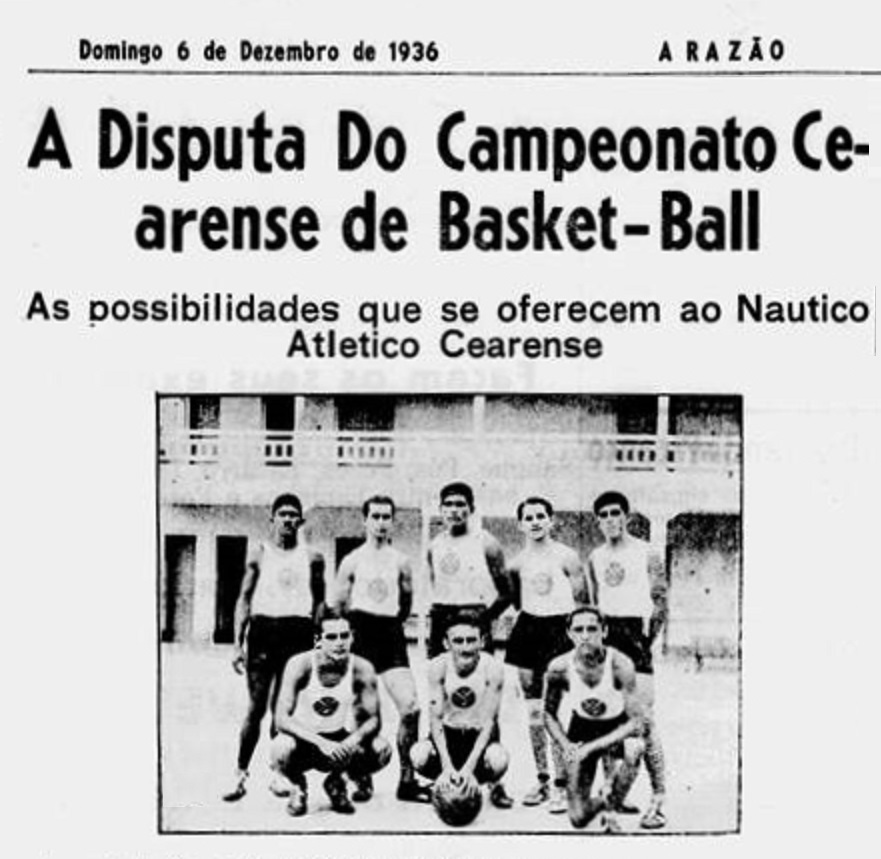
Finalista de 1936

Membros Fundadores da Federação Cearense de Basketball:
 Agapito dos Santos Esporte Clube, 
 Bombeiros Esporte Clube,
 Cavallaria Sport Club,
 Colégio Cearense Sport Club,
 Instituto São Luiz Sport Club,
 Lyceu Sport Club e 
 Náutico Atlético Cearense

## Década Seguinte
O Major Otávio Miranda toma posse da entidade na sede do Maguari em 27 de abril de 1940.  Em 1949 o estado do Ceará disputa o Campeonato Brasileiro de Seleções.

## Os Campeões Cearense Adulto Masculino
- *Campeonato disputado em 1994/1995
  - **Campeonato disputado em 1995/1996
    - ***Campeonato disputado em 1996/1997
      - **** Em 2007 houve dois torneios, o primeiro correspondendo ao do ano anterior que não houve e do segundo semestre correspondente ao ano de 2007.

## Clubes Campeões do Masculino
| Nome Completo                                | Nome                                         | Fundação   | Títulos | Anos |
| -------------------------------------------- | -------------------------------------------- | ---------- | ------- | --- |
| All Star                                     | All Star                                     | **/**/**** | 01      | 2008 |
| América Football Club                        | América                                      | 11/11/1920 | 03      | 1963, 1964 e 1965                                                                                                 |
| Associação Atlética Banco do Brasil          | AABB de Fortaleza                            | 05/04/1941 | 01      | 1996 |
| BNB clube de Fortaleza                       | BNB Clube                                    | 06/11/1954 | 02      | 1983 e 1992 |
| Círculo Militar de Fortaleza                 | Círculo Militar                              | 14/06/1948 | 14      | 1970, 1971, 1972, 1973, 1974, 1975, 1976, 1977, 1978 ,1979, 1984, 1985, 1989 e 1991                               |
| Clube de Basquetebol de Tabuleiro do Norte   | Tabuleiro do Norte                           | 25/08/2004 | 02      | 2009/10 e 2017 |
| Clube do Advogado                            | Clube do Advogado                            | 21/12/1954 | 01      | 2006 |
| Clube Líbano Brasileiro                      | Líbano                                       | 16/03/1923 | 04      | 1955, 1956, 1981 e 1987                                                                                           |
| CPOR                                         | CPOR                                         | **/**/**** | 01      | 1943 |
| Crossover                                    | Crossover                                    | **/**/**** | 01      | 2018 |
| FAMETRO                                      | FAMETRO                                      | **/**/**** | 01      | 2007 |
| Fortaleza Esporte Clube                      | Fortaleza                                    | 18/10/1918 | 07      | 1929, 1982, 1994, 1999/2000, 2001, 2002 e 2019                                                                    |
| Ginásio São João                             | Ginásio São João                             | 06/03/1930 | 02      | 1934 e 1936 |
| Grêmio Esportivo Cearense do Colégio Militar | Grêmio Esportivo Cearense do Colégio Militar | **/**/**** | 01      | 1934 e 1937 |
| Instituto de Basquete e Cultura do Ceará     | IBCC                                         | **/**/**** | 01      | 2005 |
| Jabaquara Atlético Clube                     | Jabaquara                                    | 24/06/1945 | 01      | 1948 |
| KLG Basketball                               | KLG Basketball                               | **/**/**** | 05      | 2010/11, 2012, 2013 2014 e 2015                                                                                   |
| Maguari Esporte Clube                        | Maguari                                      | 24/06/1924 | 05      | 1947, 1949, 1951, 1961 e 1968                                                                                     |
| Morada Nova                                  | Morada Nova                                  | **/**/**** | 02      | 1997 e 1998 |
| Náutico Atlético Cearense                    | Náutico Cearense                             | 09/06/1929 | 19      | 1935, 1938,1940, 1941, 1946, 1950, 1952, 1953, 1954, 1957, 1959, 1960, 1966, 1980, 1988, 1990, 1993, 1995 e 2016. |
| Praia Clube                                  | Praia                                        | 21/04/1941 | 03      | 1939, 1944 e 1945                                                                                                 |

## Sequências de títulos

### Decacampeonato
- Círculo Militar: 1 vez (1970-71-72-73-74-75-76-77-78-79)

### Pentacampeonato
- KLG Basketball: 1 vez (2010/11-2012-2013-2014-2015)

### Tricampeonato
- Náutico Atlético Cearense: 1 vez (1952-53-54,)
- América Football Club: 1 vez (1963-64-65)
- Fortaleza Esporte Clube: 1 vez (1999/2000-2001-2002)

## Clubes Filiados atualmente
Associação Atlética Banco do Brasil de Fortaleza
 Associação Catundense de Basketball – ACB
 Associação Clube de Basquete de Maracanaú
 Associação Comunitária Desportiva Quixereense
 Associação Cultural e Esportiva de Basquete de Iguatu
 Associação de Basketball Amador Quixeramobinense
 Associação de Basquete Cearense
 Associação de Basquetebol Amador de Senador Pompeu - ABASP
 Associação Desportiva e de Educação Juvenil
 Associação Desportiva Recreativa e Cultural Icasa
 Associação dos Pais Amigos e Atletas do Basquetebol Cearense - ASPAB
 Associação Esportiva e Cultural CBT
 Associação Limoeirense de Basquetebol
 Associação Russana de Basquete
 Associação Sobralense de Basquetebol
 BNB Clube de Fortaleza
 Círculo Militar de Fortaleza
 Clube de Basquetebol de Itapipoca
 Clube de Basquetebol de Pereiro
 Clube de Basquetebol de Tabuleiro do Norte
 Clube de Basquetebol Moradanovense
 Clube do Basquete Amador de São João do Jaguaribe
 Clube dos Diários
 Clube Limoeirense de Basketball
 Clube Sobralense de Basketball
 Esportiva e Cultural CBT
 Fortaleza Esporte Clube
 Ideal Clube
 Instituto São José
 Juazeiro Basquetebol Clube
 Náutico Atlético Cearense
 Novo Basquete Ceará
 Pentecoste Basquetebol Clube
 Perphorma Basketball Club

## Primeiros Campeonatos

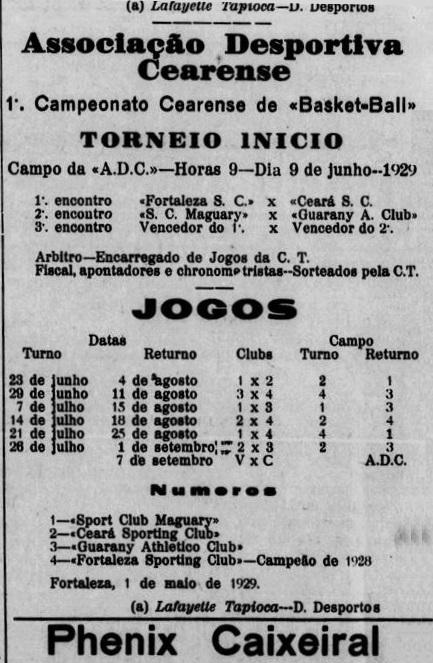
O Campeonato de 1929

Em 1929 a Associação Desportiva Cearense realiza o primeiro Torneio Inicio e o Campeonato Cearense de Basket-ball com as equipes do Ceará Sporting Club, Fortaleza Sporting Club, Guarany e Maguary. , pela Associação Cearense de Basket-ball acontece em 1938  tendo o Náutico Atlético Cearense como campeão com 14 pontos, seguido por Bombeiros Esporte Clube com 12 pontos, Cavallaria Sport Club 10 pontos, Lyceu Sport Club com 8 pontos, Agapito dos Santos Esporte Clube com 6 pontos, Colégio Cearense Sport Club e Instituto São Luiz Sport Club conquistando 4 pontos e Polícia Militar Sport Club com 0 ponto. Já no feminino a equipe do Maguari é a primeira campeã em 1961.[carece de fontes?]

## Torneio Inicio

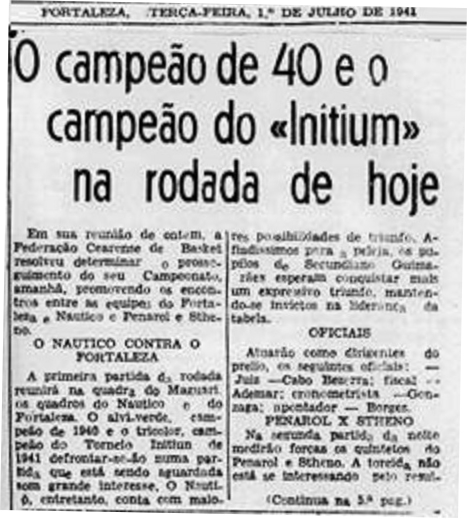
Torneio vencedor do Torneio Inicio de 1941

Náutico Atlético Cearense campeão do Torneio Ínicio de 1937. Fortaleza em 1941
Na gestão do presidente Boanerges Saboia as equipes inscritas para o Torneio Inicio de 1952 : Bombeiros, Gato, Jabaquara, Liceu, Maguary e Náutico  
Em Agosto de 1960 após vencer o América por 32-18 , o Jabaquara por 32-17 e vencer o Diários por 57-47 o o Náutico conquista o torneio inicio de 1960 
O Presidente da FCB Armando Aguiar  realiza o Torneio inicio de1961 com as  seguintes equipes no masculino: Bombeiros, Diários, Náutico e Maguari e no feminino com Náutico, Maguari e Diários 

## Campeonato Adulto Feminino
Em 1961 noticia na cidade que o Ferroviário pretendia introduzir na cidade o ‘basket-ball’ feminino  a equipe feminina do Maguari conquista o primeiro estadual da modalidade ao vencer na final por 28-14 a equipe do Náutico 

## Outras Competições

### Campeonato Cearense Juvenil
Em 1955 Ao derrotar o Náutico por 31-26 a Fênix Caixeiral conquista o tetracampeonato Juvenil de basquete 

### Campeonato Cearense Infantojuvenil - Feminino
| Títulos | Clube                    | Campeão Cearense Infantil Juvenil Feminino           |
| ------- | ------------------------ | ---------------------------------------------------- |
| 9       | Náutico                  | 1986, 1987, 1988, 1991, 1992, 1995, 1996, 1997, 2005 |
| 3       | Circulo Militar          | 1989 ,1999, 2006                                     |
| 2       | AE Farias Brito          | 1993, 1994                                           |
| 2       | Fortaleza                | 2002, 2003                                           |
| 1       | AABB                     | 1998                                                 |
| 1       | Colégio Marista Cearense | 2001                                                 |
| 1       | W Team Basketball        | 2009                                                 |

### Campeonato Cearense Infantojuvenil - Masculino
| Títulos | Clube                | Campeão Cearense Infanto Juvenil Masculino           |
| ------- | -------------------- | ---------------------------------------------------- |
| 9       | Circulo Militar      | 1979, 1980, 1982, 1983, 1984, 1985 ,2007, 2008, 2009 |
| 8       | Náutico              | 1974, 1976, 1989, 1993, 1994, 1995, 2003, 2005       |
| 4       | BNB                  | 1986, 1987, 1988, 1990                               |
| 3       | Ideal Clube          | 1996, 1997, 1998                                     |
| 3       | AABB                 | 1978, 1991, 1992                                     |
| 2       | Clube dos Diários    | 2001, 2002                                           |
| 1       | Colégio Stella Maris | 1999                                                 |
| 1       | ASPAB                | 2011                                                 |

### Campeonato Cearense Infantil - Feminino
| Títulos | Clube                    | Campeão Cearense Infantil Feminino |
| ------- | ------------------------ | ---------------------------------- |
| 6       | Náutico                  | 1991, 1992, 1993, 1994, 1995, 1996 |
| 3       | Circulo Militar          | 1999 , 2005, 2006,2007, 2008       |
| 2       | Colégio Marista Cearense | 2000, 2001                         |
| 2       | AABB                     | 1997, 1998                         |
| 2       | Clube dos Diários        | 2002, 2003                         |
| 1       | Colégio Stella Maris     | 2004                               |
| 1       | Moreira Basquete Clube   | 2010                               |

### Campeonato Cearense Infantil - Masculino
O Colégio Stella Maris conquistou em 1999 o título invicto do campeonato que teve a participação de 9 equipes.
| Títulos | Clube                         | Campeão Cearense Infantil Masculino                                                               |
| ------- | ----------------------------- | ------------------------------------------------------------------------------------------------- |
| 17      | Náutico                       | 1961, 1962, 1972, 1973, 1974, 1975, 1979, 1980, 1983, 1984,1986, 1987,1989,1993, 1995, 1996, 2003 |
| 12      | Circulo Militar               | 1966, 1967, 1968, 1970, 1971, 1978,1981, 1982, 2005, 2006, 2007, 2009                             |
| 7       | AABB                          | 1977, 1990, 1991, 1992,1994 , 1997, 1998                                                          |
| 3       | América                       | 1963, 1964 , 1965                                                                                 |
| 3       | Clube dos Diários             | 2000, 2001, 2002                                                                                  |
| 2       | Líbano                        | 1976 ,1988                                                                                        |
| 1       | BNB Clube                     | 1985                                                                                              |
| 1       | Colégio Stella Maris          | 1999                                                                                              |
| 1       | Colégio Batista Santos Dumont | 2004                                                                                              |
| 1       | Moradanovense                 | 2010                                                                                              |

### Torneio da Independência
Liceu Basquete vencedor do torneio da independência de 1952 frente ao Maguari 

### Registro de Torneio Interestadual
Pelo Interestadual em 15 de abril de 1953, vitória do Fina Flor por 38-31 sobre o Gato e a vitória do Liceu por 46-36 sobre o Sport do Recife

### Torneio aberto da Primavera
Em Fevereiro de 1957 eleito para FCB o Capitão Raul Martins de Sampaio , em Junho o Maguari conquista o Torneio aberto da Primavera derrotando o Líbano por 54 x 41. 

### Torneio de Basquete Carlos Gazelli
Em 6 de Abril de 1968 o Maguari EC levanta o Campeonato do Torneio de Basquete Carlos Gazelli.

### Torneio Salim Jereissati - adulto
- 2002 Ferroviário [36]